# Crisicoccus azaleae
Crisicoccus azaleae är en insektsart som först beskrevs av Richard C. Tinsley 1898.  Crisicoccus azaleae ingår i släktet Crisicoccus och familjen ullsköldlöss. Inga underarter finns listade i Catalogue of Life.